# HD 106612
HD 106612，又名BD-22 3322，SAO 180619、HR 4661，是一颗恒星，视星等为6.54，位于銀經292.42，銀緯38.79，其B1900.0坐标为赤經12h 10m 36s，赤緯-22° 38.79′ 49″。